# Albert Werunsky
Albert Werunsky (13. března 1843 Stříbro – 29. prosince 1915 Praha-Nové Město) byl rakouský a český advokát a politik německé národnosti, v 2. polovině 19. století a počátkem 20. století poslanec Českého zemského sněmu.

## Biografie
Narodil se roku 1843 v západočeském Stříbře. Byl synem stříbrského magistrátního rady a pozdějšího rady vrchního zemského soudu. Vychodil gymnázium v Mostě. V prosinci 1867 získal na Karlo-Ferdinandově univerzitě v Praze titul doktora práv. Od října 1873 působil jako advokát v Praze a od roku 1879 jako zkušební komisař pro uchazeče o advokátskou dráhu. V roce 1884 se stal členem státní státovědecké zkušební komise. V roce 1886 nastoupil rovněž na post člena rady disciplinární komise advokátní komory. V roce 1887 začal také působil coby právní zástupce České spořitelny. Byl aktivní i v akademické sféře. Od roku 1884 do roku 1897 byl profesorem národohospodářství na německé obchodní akademii v Praze. Byl rovněž mimořádným profesorem pro správní a právní vědy na německé technice v Praze.
V 70. letech 19. století se zapojil i do zemské politiky. Ve volbách v roce 1878 byl zvolen na Český zemský sněm za městskou kurii (obvod Kraslice – Nejdek – Schönbach) jako oficiální kandidát německého volebního výboru. V roce 1880 ho v tomto volebním obvodu nahradil Johann Krumbholz. Již v roce 1881 se ovšem Werunsky do sněmu vrátil, když byl zvolen v doplňovací volbě za obvod Mikulášovice – Zeidlery – Krásná Lípa poté, co zemřel tamní dosavadní poslanec Moritz Raudnitz. Za týž obvod mandát obhájil ve volbách v roce 1883. Poslanecké křeslo si zde udržel i ve volbách roku 1889. Stranicky se uvádí jako německý liberál (takzvaná německá Ústavní strana, později Německá pokroková strana, liberálně a centralisticky orientovaná formace). Poslanecké křeslo obhájil opětovně ve volbách roku 1895 a volbách roku 1901. Ve volbách v roce 1908 již na sněm nekandidoval.
Od roku 1883 byl členem zemské školní rady a od roku 1885 rovněž náhradníkem zemského výboru. V roce 1898 se stal přímo členem zemského výboru (poté, co odstoupil poslanec Julius Lippert). Zaměřoval se především na otázky regulace říčních toků a meliorací. Zabýval se též projektem splavnění Labe a Vltavy. Od roku 1901 zastával na sněmu funkci náměstka Nejvyššího maršálka Království českého. Tuto funkci získal již v prosinci 1898, ale pro tehdejší politiku pasivní rezistence německých poslanců ji nepřijal. I po volbách roku 1908 zůstal členem zemského výboru, ačkoliv již nebyl poslancem, protože obstrukce znemožnily ustavení exekutivních orgánů nově zvoleného sněmu.
Angažoval se v sudetoněmeckém a rakouskoněmeckém družstevnictví, podílel se na zakládání nákupních a hospodářských družstev a byl předsedou Svazu německých nákupních a hospodářských družstev Rakouska a ředitelem Svazu českoněmeckých záložen.
Byl svobodný, bezdětný. Za jeho veřejné aktivity mu byl udělen Řád železné koruny III. třídy a roku 1908 i Řád Františka Josefa (komturní kříž).Roku 1902 mu České Budějovice udělily čestné občanství. Zemřel v prosinci 1915 po dlouhé nemoci. Trpěl plicními potížemi, ke kterým se v poslední době přidaly i srdeční problémy.